# Jan Daneš
Jan Daneš (* 13. dubna 1955 Praha) je český lékař a vysokoškolský profesor, odborník v oboru radiologie a mamodiagnostiky. Založil a spolu s několika kolegy řídí český screeningový program. Od devadesátých let minulého století vyučuje na 1. lékařské fakultě Univerzity Karlovy v Praze. Je ředitelem Mamodiagnostického centra v Berouně a Praze 5 – Jinonicích.

## Původ a vzdělání
Jeho otcem byl dramaturg, režisér a publicista Ladislav Daneš. Po absolvování gymnázia v Praze 3 Na Pražačce se hlásil na studium medicíny, kam byl z politických důvodů přijat až na třetí pokus.[zdroj?] Mezitím pracoval jako sanitář, zřízenec nebo uklízeč. V roce 1983 úspěšně absolvoval v oboru Všeobecné lékařství na 1. lékařské fakultě Univerzity Karlovy v Praze. Atestaci 1. stupně v oboru radiodiagnostika získal v roce 1986, o pět let později následovala atestace 2. stupně. V roce 1997 získal titul docent a od roku 2007 je profesorem na Univerzitě Karlově v Praze.

## Odborné působení
Po studiích nastoupil na Radiodiagnostickou kliniku 1. lékařské fakulty Univerzity Karlovy a Všeobecné fakultní nemocnice v Praze 2, se kterou spolupracuje dodnes. V letech 2001–2018 byl přednostou kliniky. Zároveň působí jako vysokoškolský profesor.
V roce 2003 stál u zavedení Programu pro screening nádorů prsu ČR, jehož chod spolu s několika dalšími odborníky řídí. Má vlastní Mamodiagnostické centrum v Berouně, které v roce 2017 otevřelo druhou pobočku v Praze 5 – Jinonicích. Působí jako člen výboru Radiologické společnosti České lékařské společnosti Jana Evangelisty Purkyně, jako místopředseda Asociace mamodiagnostiků ČR a výkonný místopředseda Komise pro screening nádorů prsu a odborný garant mamografického preventivního programu Ministerstva zdravotnictví ČR. Je členem Vědecké rady 1. lékařské fakulty Univerzity Karlovy v Praze.
Působí také v zahraničí. Jako expert Evropské komise (člen Guidelines Development Group, GDG) se podílí na projektu European Commission Initiative on Breast Cancer (ECIBC), jehož úkolem je příprava nových evropských doporučení týkajících se diagnostiky a screeningu.
V roce 2020 byl vyznamenán stříbrnou medailí Univerzity Karlovy za významné dílo v oboru radiodiagnostiky a dlouholetou vědeckou a pedagogickou činnost na Univerzitě Karlově.